# Tartölt
Das Tartölt (Tartöld) ist ein Doppelrohrblattinstrument der Renaissance, ähnlich einem Rankett und mit einer bunt bemalten Spielröhre aus Metall in der Form eines Drachens.  Es ist nur ein einziger Satz von fünf Instrumenten überliefert.

## Beschreibung
Das zylindrische Rohr aus Messing ist in einem Gehäuse spiralförmig eingebettet, das in Form eines Drachen gestaltet ist. Das Instrument hat sieben Grifflöcher und ein Daumenloch. Der Mund des Drachen dient als Schallöffnung. Am Schwanz des Drachens befindet sich der Ansatz zur Aufnahme des nicht erhaltenen Doppelrohrblatts. Der Korpus ist rot, grün und gold lackiert. 
Die Instrumente stammen ursprünglich aus der Sammlung in Schloss Ambras in Innsbruck und befinden sich heute im Kunsthistorischen Museum in Wien. Der Satz besteht aus je zwei Diskant- und Altinstrumenten und einem Bassinstrument. In einem Inventar-Verzeichnis von 1596 werden sie als „Tortölt, wie ein Drackhen geformiert“ beschrieben. Wahrscheinlich waren sie für Aufführungen bestimmt.